# Érdy Pál
Érdy Pál, született Eisler Pál Győző (Budapest, Terézváros, 1905. január 17. – 1952. december 5.) magyar operaénekes (bariton).

## Élete
Eisler Oszkár (1875–1921) gőzmalmi hivatalnok és Weinberger Kornélia (1876–1959) tanárnő fia. Énekesi tanulmányait Makkay Mihálynál folytatta, majd 1930-ban a Városi Színház tagja lett. 1931-ben Troppaban és Drezdában, majd Grazban, Brnóban, Aussigben énekelt. Énekesi karrierje először külföldön bontakozott ki. A Magyar Királyi Operaház tagjaiból alakult együttes vidéki előadásainak szólistája volt. 1934 októberében mutatkozott be a magyar közönségnek – bár kisebb szerepekben láthatták már pályája elején – a Városi Színházban a Faust Mefisztójaként. Ez utóbbiról így szólt a kritika: 
Szép, melegcsengésű baritonjával kiválóan bánik. Átgondoltan és spinesen énekel s nem hagyja szerepének egyetlen egy momentumát sem kiaknázatlanul, sem ének, sem pedig játék szempontjából.
Ezután más bariton szerepekben is hallhatta itthon a közönség. 1935-ben Felix Weingartner meghívására a bécsi Staatsoperben Rigoletto szerepében lépett színpadra. A következő évben játszott Bécsben és Svájcban is. Gyakran szerepelt a Magyar Rádióban is. 1937-ben leszerződött Reichenbergbe és a Prágai Rádióhoz is, s az év januárjában részt vett egy kairói turnén. Két évvel később a Párizsi Nagyopera szerződtette a Rigoletto, Scarpia, Escamillo és Mefisztó szerepekre. Nemcsak Párizsban, hanem Cannesban, Nizzában, Biarritzban és Strassbourgban is fellépett. A zsidótörvények következtében néhány évig csak az OMIKE Művészakció keretein belül léphetett színpadra. 1945 és 1949 között a Szegedi Nemzeti Színház operatársulatának tagja volt, s itt Ivan Hovanszkij hercegként debütált. 1946-ban lehetőséget kapott, hogy ismét Bécsben énekeljen egy általa választott szerepben. 1945 és 1952 között a budapesti Operaházban is működött hős- és karakterbariton szerepkörben.

## Magánélete
Házastársa Krausz Ármin és Krausz Rozália lánya, Erzsébet volt, akit 1936. június 7-én Budapesten, a Terézvárosban vett nőül. Két évvel később elvált tőle.

## Főbb szerepei
- Gaetano Donizetti: Lammermoori Lucia – Lord Enrico Ashton
- Charles Gounod: Faust – Mefisztó
- Farkas Ferenc: Csinom Palkó – Daru, korcsmáros
- Ruggero Leoncavallo: Bajazzók – Tonio, komédiás
- Giacomo Puccini: Bohémélet – Marcello
- Giacomo Puccini: Tosca –Scarpia
- Giuseppe Verdi: Rigoletto – Rigoletto
- Giuseppe Verdi: A trabudúr – Luna gróf
- Georges Bizet: Carmen – Escamillo